# Eisenbahnunfall von Forst Zinna
Der Eisenbahnunfall von Forst Zinna am 19. Januar 1988 war der Zusammenprall eines Schnellzuges mit einem auf den Gleisen stehenden Kampfpanzer der Sowjetarmee in Forst Zinna. Sechs Menschen starben, 33 weitere wurden schwer verletzt.

## Ausgangslage
In Forst Zinna gab es seit Jahrzehnten eine Kaserne mit einem Übungsgelände, das seinerzeit von einem Bataillon der 400.000 Soldaten starken sowjetischen Streitkräfte in Deutschland genutzt wurde. Nach Südosten wurde das Gelände durch die Bahnstrecke Berlin–Halle begrenzt.
Dort fuhr der Schnellzug D 716, bespannt mit der elektrischen Lokomotive 211 006, von Leipzig Hbf über Berlin nach Stralsund Hbf. In den dreizehn Wagen saßen etwa 450 Reisende.

## Unfallhergang

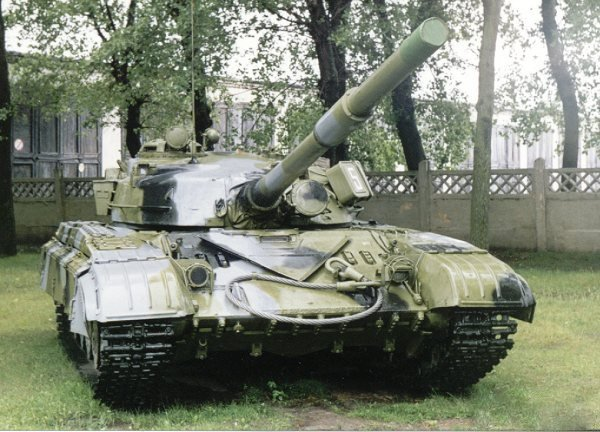
Panzer T-64A

Ein 19-jähriger kasachischer Panzerfahrschüler trainierte mit einem 36 Tonnen schweren T-64A-Panzer. Er saß zum ersten Mal am Steuer eines solchen Fahrzeugs. Es war kurz vor 18 Uhr und dunkel. Der Fahrlehrer, 20 Jahre alt, saß hinter und über dem Fahrschüler. Bei laufendem Motor konnten die beiden sich nur über die Bordsprechanlage verständigen. Aufgrund sprachlicher Probleme mit dem nur Russisch sprechenden Fahrlehrer kam es zu einem Missverständnis: Der Fahrlehrer befahl, den ersten Gang einzulegen und eine Rechtskurve zu fahren, wo eine Brücke zum naheliegenden Übungsgelände führte. Der Fahrschüler aber erwischte den zweiten Gang und fuhr weiter geradeaus. Der Fahrlehrer wusste, dass sie sich dicht am Rand der Kasernenanlage bewegten, und betätigte einen Notschalter, um den Motor abzuschalten. Als das Wirkung zeigte, stand der Panzer aber schon auf der Eisenbahnstrecke. Die Soldaten bemerkten den auf sie zukommenden Zug und flüchteten aus dem Fahrzeug. Der herannahende D 716 prallte gegen 17:50 Uhr ungebremst auf das Kettenfahrzeug.

## Folgen
Durch die Wucht des Aufpralls überschlug sich die 80 Tonnen schwere Lokomotive und schob den Panzer noch 130 Meter vor sich her. Sie wurde zusammengedrückt, die beiden Lokomotivführer waren unter den sechs Todesopfern. 33 Menschen wurden darüber hinaus verletzt. Nur der geringen Besetzung des Zuges war zu verdanken, dass die Zahlen nicht höher lagen. Die Lokomotive, sechs Schnellzugwagen und ein Speisewagen wurden so stark beschädigt, dass sie an Ort und Stelle zerlegt und verschrottet werden mussten. Die Freiwillige Feuerwehr Jüterbog und Soldaten der Sowjetarmee leisteten Erste Hilfe. Als die unverletzten Reisenden erfuhren, dass ein sowjetischer Panzer Ursache des Unfalls war, wurde die Stimmung aggressiv. Es wurden sogar Schottersteine auf die sowjetischen Soldaten geworfen.
Die Panzerbesatzung wurde noch in derselben Nacht auch durch die Deutsche Volkspolizei vernommen. Dabei wurden die Sprachprobleme zwischen den beiden Soldaten deutlich.
Die DDR-Medien berichteten ungewöhnlich ausführlich über den Eisenbahnunfall. Unfälle mit Beteiligung von Angehörigen der Sowjetarmee waren in der DDR fast immer verschwiegen worden. Die jetzt offene Berichterstattung war insbesondere möglich, weil damals seit Jahren eine Verstimmung zwischen Erich Honecker und Michail Gorbatschow über den künftigen politischen Kurs herrschte.
Videoaufnahmen, die noch im Dunkeln von den Trümmern gemacht wurden, gelangten über die innerdeutsche Grenze nach Hamburg und wurden vom dortigen ARD-Studio in der Tagesschau ausgestrahlt. Da westliche Korrespondenten so schnell nicht vor Ort waren bzw. gar nicht vorgelassen worden wären, müssen diese Aufnahmen mit Genehmigung von Organen der DDR in den Westen gegangen sein. Dies ist ein weiteres Indiz dafür, wie verärgert die DDR-Führung über das Ereignis war. Zeitzeugen äußerten später die Vermutung, Erich Honecker habe die Veröffentlichung bewusst zugelassen, um Michail Gorbatschow die Folgen des von Gorbatschow vorangetriebenen aber von der DDR-Führung abgelehnten Kurses der Offenheit genüsslich vor Augen zu führen.
Zwischen der DDR und dem sowjetischen Militär wurde vereinbart, dass die beiden Unfallverursacher vor ein sowjetisches Militärgericht gestellt würden. Welche Strafen sie dort erhielten, wurde nicht mitgeteilt. Was mit ihnen geschah, ist nicht bekannt: Sie wurden innerhalb von 48 Stunden in die Sowjetunion zurückgebracht; ihre Spur verlor sich dort. Ob sie – wie damals das Gerücht lautete – erschossen wurden, ist bis heute nicht bekannt.
Es hatte im Bereich des Militärstandortes Forst Zinna bereits  Unfälle mit Verletzten und Toten gegeben, die von Militärfahrzeugen verursacht worden waren. Hier waren auch schon vor dem Unfall Panzer über die Bahngleise gefahren. Als Ursache für nachfolgende Unfälle wurde dann Gleisverwerfung angegeben. Infolge des Unfalls wurde die Strecke gegen den Übungsplatz mit Panzersperren gesichert: Erdwälle und schräg eingegrabene Betonschwellen sollten Panzerbesatzungen davon abhalten, willkürlich die Eisenbahnstrecke zu überfahren.
Die Deutsche Reichsbahn übersandte nach Abschluss der Aufräumarbeiten ihre Schadensersatzforderungen in Höhe von 13.550.000 Mark an die Sowjetarmee. Diese Rechnung blieb unbezahlt.
Die betrieblichen Auswirkungen während der Aufräumarbeiten waren durch die dichte Belegung der Strecke erheblich. Ein Großteil der Züge zwischen Berlin und dem Süden der DDR musste großräumig über Dessau oder Falkenberg umgeleitet werden.

## Dokumentarfilm
- Beitrag (20 min) in der MDR-Sendereihe Lebensretter